# El Trencanous

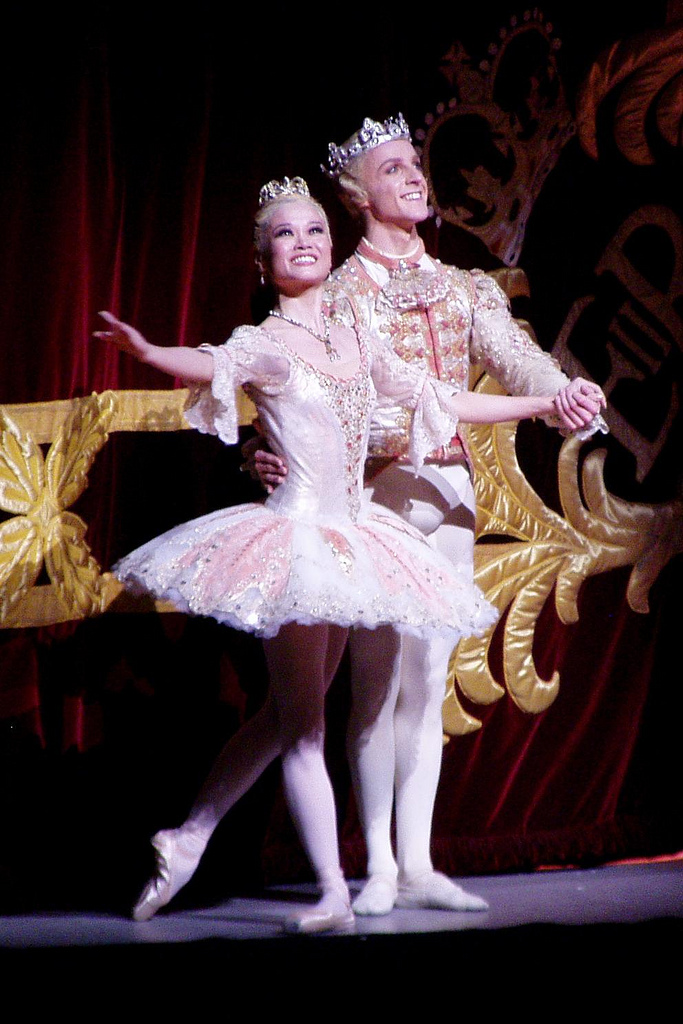
La fada de sucre, sobirana dels dolços, es presenta amb el seu príncep o rei al segon acte.

El Trencanous (en rus Щелкунчик, Xtxelkúntxik) és una obra de ballet amb partitura de Txaikovski, estrenada el 18 de desembre de 1892 (6 de desembre del calendari julià) al Teatre Mariïnski de Sant Petersburg, sota la direcció de Riccardo Drigo i amb coreografia de Lev Ivànov. Està composta per dos actes, tres taules i 15 escenes. La coreografia original dura una hora i mitja aproximadament.

## Argument
El ballet explica un conte de Nadal. Una nena anomenada Clara prepara el Nadal amb el seu germà, els pares i la resta de la família. Un tiet padrí arriba i comença a repartir joguines i regals entre els presents, fins a acabar amb tres nines precioses, que ballen un solo cadascuna. La Clara se les mira embadalida, però cap és per a ella i, a sobre, és l'única que al final es queda sense res. Finalment, el seu tiet padrí li diu que només té un trencanous de fusta amb forma de soldadet, però que no gosa donar-li perquè els altres nens i les altres nenes ja l'han rebutjat. Ella l'accepta de molt bon gust i de fet li agrada molt, està tan contenta de tenir una joguina que no para d'imaginar jocs amb ella i li sembla un regal meravellós. Vist amb els ulls d'ella, sembla com si la joguina fos realment molt valuosa i fins i tot ara molts nens i moltes nenes, alguns dels quals potser l'havien rebutjat, preferirien tenir-lo abans que el que els ha tocat. Ella es mostra tan il·lusionada que el seu germà té un atac d'enveja i de cop li trenca la joguina. És ja tard, la festa ha acabat i tots marxen a dormir. Només llavors sabem que el seu tiet padrí hi va una mica més tard, que es pren la molèstia de reparar el soldadet amb molta cura. La Clara, que no ho sap, està tan trista que no pot dormir i baixa a la sala, llavors veu com el soldadet trencanous i les altres joguines prenen vida i els ratolins viuen i actuen com a éssers humans. La Clara es troba amb el soldadet trencanous, que com les altres joguines ha pres mida humana, i connecten ràpidament. El primer acte acaba amb la parella ballant entre flocs de neu i fades.
Volant entre el món de les fades arriben al Regne dels Caramels, on els rep la reina fada de Sucre, el seu rei o cavaller o príncep i moltes llaminadures, que ballen successivament per a presentar-se i festejar-los. Una nova escena mostra la Clara adormida sota l'arbre amb la seva joguina a la mà, tot havia estat un somni. Almenys la seva joguina està arreglada. A l'escena final la Clara visita el seu tiet padrí a la seva botiga de joguines, per agrair-li que l'hagi reparada, i coneix el fill del seu misteriós tiet padrí... que és idèntic a la forma humana del soldadet trencanous del somni. Hi ha coreografies diferents que acaben la història quan la Clara desperta o amb la parella marxant en trineu, sense que ella desperti. La història completa, com passa amb el conte, té moltes versions, a les quals hi apareixen o no diversos personatges, danses i músiques. George Balanchine en va fer el 1954 una coreografia simplificada perquè pugui ser ballada per nens i nenes.

## Instrumentació
| Vent-fusta - 3 flautes (2 doblats en flabiol) - 2 oboès - 1 corn anglès - 2 clarinets (si bemoll, la) - clarinet baix (si bemoll, la) - 2 fagots | Vent-metall - 4 trompes (fa) - 2 trompetes (si bemoll, la) - 3 trombons - 1 tuba | percussió - celesta - timbal - triangle - castanyoles - pandereta - caixa orquestral - platets - bombo - gong - glockenspiel - instruments de joguina (sonall, trompeta, tambor, cucú, perdiu, platerets, fusell) | corda - 2 arpes - cor - violins 1 º - violins 2 º - violes - cellos - contrabaixos |

## Història

### Història de la composició
Txaikovski estava menys satisfet amb el Trencanous que amb La Bella Dorment del Bosc, el seu ballet anterior. Encara que va acceptar l'encàrrec d'Ivan Vsevolojskoi, no tenia un interès particular en compondre-ho tot i que li va escriure a un amic durant la composició del ballet: «Diàriament em torno cada vegada més afinat a la meva tasca».
Es diu que durant la composició de la música del ballet Txaikovski va discutir amb un amic, qui va apostar que el compositor no podria escriure una melodia basada en les notes de l'octava en seqüència. Txaikovski li va preguntar si importava que les notes fossin ascendents o descendents, al que li va respondre que no. Això va donar lloc al Grand adagio del Grand pas de deux, en el segon acte, el qual se sol ballar després del Vals de les flors.

### Història de la representació

#### Estrena a Sant Petersburg
El ballet es va estrenar juntament amb l'òpera final de Txaikovski, Iolanta, el 18 de desembre de 1892 al Teatre Mariïnski a Sant Petersburg, Rússia. S'ha debatut qui va dirigir la coreografia específicament per a la primera representació. Encara que amb freqüència se li ha atribuït a Lev Ivànov, actualment es creu que va ser Màrius Petipà. El ballet va ser dirigit per Riccardo Drigo, amb Antonietta dell'Era com la Fada de Sucre, Pável Gerdt com el Príncep Koklyush, Stanislava Belínskaya com a Clara, Serguei Legat com el Príncep Trencanous i Timofey Stukolkin com a Drosselmeyer.

#### En altres països
Una versió abreujada del ballet es va estrenar fora de Rússia el 1927, al Teatre Reial de l'Òpera de Budapest, aquesta vegada amb Ede Brada com coreògraf. La primera representació completa del ballet fora de Rússia es va realitzar a Anglaterra a 1934,2 posada en escena per Nicholas Sergeyev segons la coreografia original de Petipà. Una versió abreujada del ballet, posada en escena pel Ballet Rus de Montecarlo i amb Alexandra Fiódorova (que no s'ha de confondre amb la professora universitària amb el mateix nom) com a coreògrafa, es va presentar a Nova York el 1940, de nou segons la versió de Petipà. la primera representació completa als Estats Units va ser el 1944, representada pel Ballet de Sant Francesc, posada en escena pel seu director artístic William Christensen. El Ballet de la Ciutat de Nova York va estrenar el muntatge teatral d'El trencanous a càrrec de George Balanchine en 1954. Com a conseqüència, la tradició de ballar El trencanous en la seva totalitat durant el Nadal es va difondre en tots els Estats Units.

## Els Personatges
PRIMER ACTE
- President
- La seva esposa
- convidats
- Nens, incloent:
- Clara i Fritz [fills del President]
- Pares vestits com increïbles
- Regidor Drosselmeyer
- Nines [amb ressort]:
- Arlequí i columbina, que surten d'un cabdell [1r regal]
- Soldat, que surt d'un pastís o un pastís [2 regal]
- Trencanous [3r regal, al principi una joguina de grandària normal, després un «parlant» de grandària natural, després un príncep]
- Mussol [en un rellotge, que es torna Drosselmeyer
- ratolins
- Sentinella [personatge parlant]
- Conills tambors
- Soldats [de la Trencanous]
- Rei dels ratolins
- Gnoms, amb torxes
- Flocs de neu

SEGON ACTE
- Fada de Sucre
- Clara
- príncep
- 12 Patges
- Membres eminents de la cort
- Ballarins de la dansa espanyola
- Ballarins de la dansa àrab
- Ballarins de la dansa xinesa
- Ballarins de la dansa russa
- Ballarines de la dansa de les flautes de llengüeta
- mare Gigogne
- Pallassos (fr. polichinelles)
- flors
- Príncep Orgeat [Koklyush]

## Argument
El conte s'ha publicat en moltes versions, algunes plenes de color per als nens. L'argument se centra en una nena alemanya anomenada Clara Stahlbaum o Clara Silverhaus. En algunes representacions de El trencanous Clara es diu Marie o Maria. (En el conte original de Hoffmann la nena es diu justament Marie-o María-, mentre que Clara-o Klärchen-és el nom d'una de les seves nines).

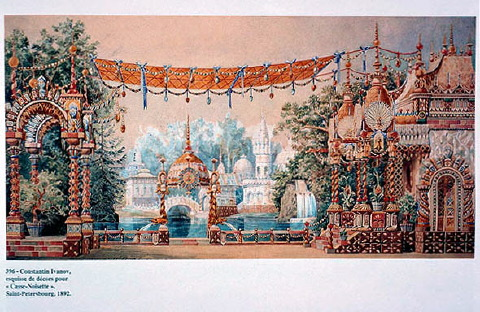
El dibuix original de Konstantin Ivanov per a l'escenari de El Trencanous, primer acte (1892)

### Primer acte
L'obra comença amb una obertura «en miniatura», la qual també comença la Suite. La música crea l'ambient conte de fades mitjançant els registres alts de l'orquestra. El teló s'obre i mostra la casa dels Stahlbaum, en la qual es prepara la festa de la vigília de Nadal. La Clara, el seu germanet Fritz i els seus pares estan celebrant la nit amb amics i família, quan entra el seus tiet i padrí misteriós, Herr Drosselmeyer. Es treu de pressa un sac de regals per a tots els nens. Tots els nens i totes les nenes estan feliços, excepte la Clara, qui no ha rebut un regal encara. Herr Drosselmeyer presenta llavors tres nines de grandària natural, cadascuna ballant entorn de si. Quan estan completes les danses, la Clara s'apropa al seu tiet i padrí Herr Drosselmeyer demanant un regal. Sembla que a ell li falten més regals, i la Clara corre a la seva mare tenint una arrencada de llàgrimes. Drosselmeyer presenta després una joguina de un soldat trencanous, en la forma tradicional d'un soldat amb uniforme de formació. Clara està encantada, però el seu germà sent enveja i fallida el trencanous. La festa acaba i la família Stahlbaum se'n va a dormir. Mentre tots estan dormint Herr Drosselmeyer arregla el soldar Trencanous. Després la Clara es desperta i veu que la seva finestra és oberta. Quan el rellotge toca la mitjanit, la Clara sent el so de ratolins. Es desperta i tracta d'escapolir-se, però els ratolins la detenen. Potser Clara estigui somiant encara: L'arbre de Nadal de sobte es torna enorme, omplint la sala. El soldat trencanous pren vida, ell i els seus soldats s'aixequen per defensar a Clara, i el Rei dels ratolins encapçala als seus ratolins en batalla. Aquí Txaikovski segueix el clima «de miniatura» de l'obertura, posant la majoria de la música de batalla en els registres alts de l'orquestra. Succeeix un conflicte, i quan Clara ajuda al Trencanous sostenint la cua del rei dels ratolins i tirant-li una sabata, aquest aprofita l'oportunitat i apunyala al rei, que mor. Els ratolins es retiren portant-se al seu líder. Després, el Trencanous es transforma en un príncep. (En el conte original de Hoffmann i en les versions del Ballet Reial de 1985 i 2001, el príncep és el nebot de Drosselmeyer, a qui el rei dels ratolins havia convertit en un soldat Trencanous, i tots els esdeveniments després de la festa de Nadal s'han arreglat per Drosselmeyer per eliminar l'encanteri). la Clara i el príncep viatgen a un món on flocs de neu ballarins els saluden i on fades i reines ballen per donar-los la benvinguda a Clara i al príncep al seu món. La música expressa les imatges meravelloses presentant un cor de nens sense paraules. El teló cau i acaba el primer acte.

### Segon acte

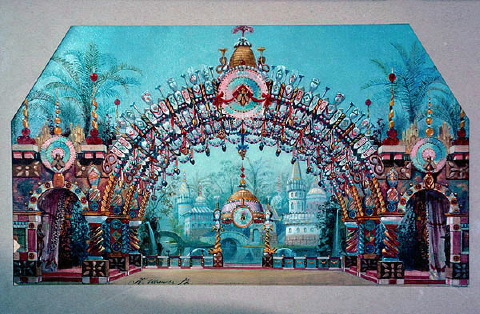
El dibuix original de Konstantin Ivanov per a l'escenari de El Trencanous, segon acte (1892).

La Clara, el soldat Trencanous i Drosselmeyer arriben al Regne dels Dolços on els rep la fada de Sucre, el seu Cavaller, Rei o Príncep i la resta dels dolços. Se succeeixen una dansa espanyola, identificada de vegades amb la xocolata, una xinesa, de vegades amb el te, una àrab, cafè, i una russa, de vegades cridada Bastons de Caramel (la dansa russa és el Trepak), Mamà Gingebre i els seus putxinel·lis (de vegades Bombons, o Pallassos de la cort en la representació de Mijaíl Baryshnikov), les Flautes de llengüeta (de vegades Pastores de Marzipan o Mirlitons), la Fada de Sucre i el seu Cavaller, Rei o Príncep, i el Vals de les Flors. Però les danses al Regne dels Dolços no sempre segueixen el mateix ordre.
Després de les celebracions, la Clara es desperta sota l'arbre nadalenc amb el seu trencanous de fusta, alegre per la seva meravellosa aventura, i cau el teló. No obstant això, en la versió de Balanchine, mai es veu a la Clara despertant, sinó que després de totes les danses en el Regne dels Dolços, ella i el Príncep Trencanous llisquen en un trineu tirat per rens i finalitza l'obra. El somni ha estat real, com en el conte original de Hoffmann. La versió del Ballet Real també el representa d'aquesta manera. Finalment, el nebot de Drosselmeyer, que havia estat transformat en el soldat trencanous, reapareix sota forma humana a la botiga de joguines del seu oncle.

## Nova coreografia

### Willam Christensen
La primera representació completa als EUA no es va fer fins a 1944, pel Ballet de San Francisco i posat en escena per Willam Christensen. La companyia va ser la primera als EUA que va fer el ballet una tradició anual, i durant deu anys, va ser l'única als EUA que representava el ballet complet. La companyia el representa en l'actualitat. L'èxit de la versió de Christensen va assenyalar el primer pas per a convertir El trencanous en una tradició nadalenca a tot el món a finals dels anys 60.

### George Balanchine
El 1954, George Balanchine va seguir els passos de Christensen per estrenar la seva versió del Ballet de la Ciutat de Nova York famosa actualment. Des de llavors que es representa El trencanous de Balanchine a Nova York cada any. S'ha representat dues vegades en viu per televisió, encara que es va rebre molt malament la seva primera edició televisada, al programa Seven Lively Arts ('Set Arts Alegres') i protagonitzada per Macaulay Culkin en el seu únic personatge de ballet en pantalla. En la versió de Balanchine, els personatges de Clara (aquí cridada Marie) i el Trencanous es ballen per nens, per tant la seva coreografia és menys difícil que la que es balla per adults.

### Mijaíl Barýshnikov
No obstant això, la popularitat de la versió de Balanchine es va veure seriosament desafiada per la molt aclamada de l'American Ballet Theatre, coreografiada i protagonitzada per Mijaíl Baryshnikov, que es va estrenar el 1976 al Centre Kennedy. El 1977 la CBS la va televisar per primera vegada (amb interrupcions comercials limitades). aquesta versió té una nova coreografia i és un clàssic nadalenc de televisió actual.
Baryshnikov omet la Fada de Sucre i el Príncep Koklyush, i els dona les seves danses a Clara i al Príncep Trencanous, així que en la seva versió, els últims no són simplement espectadors en el segon acte, com en altres representacions (la de Balanchine notablement). A més, encara que sona la música de la Mamà Gingebre, mai la veiem; només quatre pallassos de la cort que ballen la dansa.
En la versió de Barýshnikov, al contrari del que s'escriu sovint, el germà de la Clara, Fritz, no trenca el soldat Trencanous, sinó un convidat borratxo sense nom a la festa de Nadal que està intentant fer que la joguina creixi fins que sigui de mida natural. L'última vegada que l'hi veu en una forma «humana» és mentre es va alegre amb els altres convidats, però al final es converteix en el Rei dels ratolins en el somni de Clara.
Originàriament, la versió d'aquesta representació en el teatre era protagonitzada per Baryshnikov, Marianna Tcherkassky com Clara, i Alexander Minz com Drosselmeyer. No obstant això, per a la versió de televisió el personatge de Clara se li va donar a Gelsey Kirkland, i és Kirkland més que Tcherkassky que s'ha vist molt en aquesta representació del ballet. Es considera que Clara és un dels personatges més memorables de Gelsey.
Llevat Tcherkassky, la resta del repartiment en la versió teatral també van actuar en la versió televisada. Aquesta versió del ballet no es va representar en viu, sinó que es va rodar en vídeo en un estudi de televisió (sense audiència) a Toronto, Canadà.
Des de llavors, El trencanous de Barýshnikov s'ha tornat la versió de televisió més popular, i la versió més venuda en vídeo i DVD també. Se sol vendre més que no solament qualsevol altra versió d'El trencanous en vídeo (incloent la pel·lícula de la versió de Balanchine de 1993), sinó qualsevol altre vídeo de ballet també. Encara es televisa anualment per alguns canals de PBS. El 2004, es va remasteritzar i republicar en DVD amb una imatge millorada considerablement que mostrava molt majors detalls i colors més vius que abans, a més un so que era molt millor que l'àudio original de 1977. És només una de dues versions del ballet que s'ha proposat per a un premi Emmy, l'altre candidat va ser la versió exagerada i satírica de Mark Morris, The Hard Nut(lit. 'La Nou Dura'), televisada per PBS en 1992(Seven Lively Arts es va guanyar un Emmy com el millor programa nou de 1957, així que es podria dir que El trencanous va tenir un paper en la victòria, encara que el ballet no es va esmentar específicament).
Diversos anys després, Alessandra Ferri va ballar el personatge de Clara en un renaixement de la representació de Barýshnikov.

## La música
La música del ballet de Txaikovski és una de les seves partitures més populars. La música pertany al període romàntic i conté algunes de les seves melodies més memorables, diverses de les quals s'escolten amb freqüència a la televisió i el cinema, especialment durant el Nadal. La Trepak o dansa russa és una de les peces més reconegudes del ballet juntament amb els famosos Vals de les Flors i Marxa, a més de la Dansa de la Fada de Sucre.

## Nota
1. ↑  Peter Ilyich Tchaikovsky; Kowalchyk, Gayle; Lancaster, E. L.. The Nutcracker Suite: Late Elementary/Early Intermediate.  Alfred Music Publishing, 1 agost 1996. ISBN 9780739022986 [Consulta: 30 abril 2011].